# Derbi dels enemics eterns
El derbi dels enemics eterns (grec: Ντέρμπι των αιωνίων αντιπάλων), dit també la Mare de totes les batalles (grec: Μητέρα των μαχών), és el principal derbi local de la regió metropolitana d'Atenes, entre dos dels equips més exitosos de Grècia, l'Olympiakos FC i el Panathinaikos FC. La rivalitat entre aquests dos equips i entre els seus seguidors és molt intensa, motiu pel qual és el clàssic principal tant de la capital grega com de tot el país.